# Пробертит
Пробертит (проберит) — мінерал, водний борат натрію і кальцію ланцюжкової будови.

## Загальний опис
Хімічна формула: NaCa[B5O7(OH)4]•3H2O.
Склад у %: Na2O — 8,83; CaO — 15,98; B2O3 — 49,56; H2O — 25,63.
Сингонія моноклінна. Призматичний вид.
Зустрічається у вигляді розеток і радіальних груп з голочок або дошкоподібних кристалів, також у вигляді сферолітів. Кристали рідкісні — довгопризматичні, голчасті, звичайно сплюснуті по (100).
Спайність досконала.
Густина 2,14.
Твердість 3,75.
Безбарвний. Напівпрозорий.
Блиск скляний.
Крихкий. В шліфах безбарвний.
Знайдений у родовищах боратів Керн і Крамер, Іньо (штат Каліфорнія), США.
Названий за прізвищем американського геолога Ф. Проберта (F.H.Probert), A.S.Eakle, 1929.
Синоніми: бойдит, крамерит.